# Braamhaai
De braamhaai (Echinorhinus brucus) is een vis uit de familie van stekelhaaien (Echinorhinidae) en behoort derhalve tot de orde van Echinorhiniformes. De vis kan een lengte bereiken van 310 centimeter.

## Leefomgeving
De braamhaai is een zoutwatervis. De vis prefereert diep water en komt voor in de Grote, Atlantische en Indische Oceaan. Bovendien komt de braamhaai voor in de Noordzee en de Middellandse Zee. De soort leeft op dieptes tussen 10 en 900 meter.

## Relatie tot de mens
De braamhaai is voor de visserij van beperkt commercieel belang. In de hengelsport wordt er weinig op de vis gejaagd.
Braamhaai (Echinorhinus brucus) · Cooks braamhaai (Echinorhinus cookei)